# Adrian Hill
Adrian Keith Graham Hill (Charlton, 24 de marzo de 1895 – 22 de junio de 1977) fue un artista, escritor, arteterapeuta, educador y locutor británico. Hill sirvió en la Honorable Compañía de Artillería durante la Primera Guerra Mundial, y fue el primer artista al que el Museo Imperial de la Guerra encargó registrar el conflicto en el Frente Occidental. Escribió muchos libros sobre pintura y dibujo, y en la década de 1950 y principios de la década de 1960 presentó un programa infantil de televisión de la BBC llamado Sketch Club.

## Educación
Hill nació en Charlton, Londres, se educó en Dulwich College y continuó estudiando en la Escuela de Arte St John's Wood entre 1912 y 1914. Tras su servicio en la guerra, Hill estudió en el Royal College of Art en 1919 y 1920.

## Primera Guerra Mundial

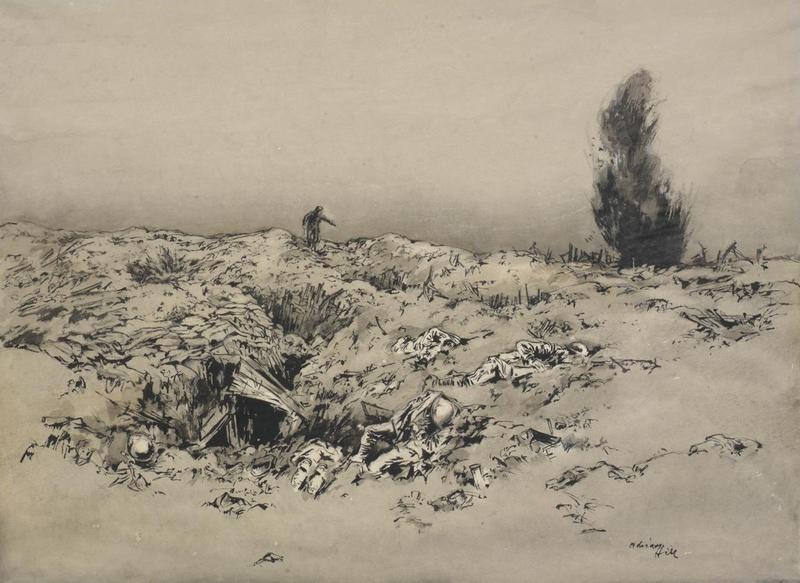
Trenches in Front of Arras - the Runner (Art.IWM ART223)

Ruins Between Bernafay Wood and Maricourt (Art.IWM ART1663)

Al principio de la Primera Guerra Mundial, Hill se alistó con la Honorable Compañía de Artillería y, gracias a sus habilidades artísticas, fue asignado a una sección de exploración y francotiradores. Este trabajo conllevaba a menudo situarse frente a las trincheras aliadas para dibujar la disposición del enemigo. Más adelante en su vida, Hill recordaría a una patrulla típica en "no man's land": 
 "Avancé en carreras cortas, principalmente sobre mis manos y rodillas, con mi equipo de dibujo colgando del cuello. A medida que me acercaba lentamente, la forma de la madera se definía más, y al seguir arrastrándome, vi que lo que quedaba oculto desde nuestra propia línea ahora se revelaba como un ingenioso puesto de observación en uno de los maltrechos árboles". 
 En 1917, Hill se convirtió en el primer artista al que el entonces recién creado Museo Imperial de la Guerra encargó registrar escenas en el Frente Occidental. Entre 1917 y 1919, Hill realizó 180 dibujos a pluma y tinta que mostraban la devastación en Francia y Bélgica, así como el trabajo de las tropas de distintas nacionalidades en las trincheras. Estos dibujos fueron muy bien acogidos, pero el Museo Imperial de la Guerra rechazó una serie de pinturas adicionales presentadas por Hill por no encajar en lo que se esperaba.

## Vida posterior
Al regresar a la vida civil, Hill completó sus estudios en el Royal College of Art y, después, pintó profesionalmente para ganarse la vida. Hill también enseñó tanto en la Escuela de Arte de Hornsey como en la Escuela de Arte de Westminster. Su trabajo combinaba elementos del impresionismo y del surrealismo, así como más convencionales. Este fue ampliamente exhibido en las principales galerías de arte durante su vida, tanto en Gran Bretaña como en el extranjero.
En 1938, mientras se encontraba convaleciente de tuberculosis en el Sanatorio Rey Eduardo VII de Midhurst solía dibujar objetos que tenía alrededor desde su cama del hospital, lo cual le ayudó en su propia recuperación. En 1939, se introdujo la terapia ocupacional por primera vez en el sanatorio, y se invitó a Hill a enseñar dibujo y pintura a otros pacientes. Primero trabajó con soldados heridos que volvían de la guerra y, más adelante, con pacientes civiles en general. Hill descubrió que la práctica del arte parecía ayudar a los pacientes a entretenerse y aliviar su angustia mental. 
Hill creía que el arte ayudaba también en la recuperación de la enfermedad y participó, con la Sociedad de la Cruz Roja Británica, en la creación de un programa por el cual se prestaban reproducciones de obras de artistas famosos a hospitales de todo el país. También participaban en él oradores, incluido el propio Hill, para hablar a los pacientes de las obras de arte. Hacia 1950, este programa de préstamo de imágenes se había ampliado a casi 200 hospitales, y existía una lista de espera. 
El artista Edward Adamson se unió al programa en 1946 cuando se extendió a los asilos mentales de larga duración, y comenzó a dar clases en el Hospital Netherne en Surrey. Adamson continuó en Netherne durante 35 años e influyó de forma considerable en el desarrollo del arteterapia para personas con trastornos mentales importantes en Gran Bretaña. También creó la Colección Adamson. Esta colección de unos 6.000 dibujos, pinturas, cerámicas y esculturas de personas que estaban obligadas a vivir en Netherne se encontró en el Hospital Lambeth, situado en el sur de Londres, entre 1997 y 2012. En la actualidad, la colección está en la Biblioteca Wellcome a la espera de un futuro más seguro en diversas instituciones internacionales. 
Hill trabajó incansablemente para promover el arteterapia. Finalmente se convirtió en presidente de la Asociación Británica de Terapeutas de Arte, fundada en 1964, aunque se mostró en desacuerdo con su orientación cada vez más psicoanalítica. En 1968, Hill fue elegido presidente del Royal Institute of Oil Painters.

## Ideas sobre el arteterapia
Parece que fue Hill quien acuñó el término "arteterapia" en 1942. Y en 1945, publicó sus ideas en el libro Art Versus Illness. Hill pensaba que cuando la resistencia física del paciente estaba en su punto más bajo, de algún modo el "ego animal" se encontraba inactivo y permitía al poder creativo de la "esencia espiritual" materializarse en obras de arte. Con la recuperación, este poder creativo tendería a retroceder al "lugar común pictórico". Reconocía que la guerra no solo era físicamente destructiva, sino que también dañaba "mentes, cuerpos y esperanzas" y que la necesidad de curación psicológica era aún más importante que la mera reparación física de "propiedad y patrimonio". También creía que la práctica del arte, "en la enfermedad y en la salud", podría alejar a la sociedad de la guerra al hacer que la creatividad artística fuera más apreciada. También pensaba que el arteterapia debería integrarse en el Servicio Nacional de Salud (Reino Unido).

## Libros de Adrian Hill (seleccionados)
- On the Mastery of Watercolour Painting (Pitman, 1939)
- Art Versus Illness (G. Allen and Unwin, 1945)
- Painting Out Illness (Williams & Norgate, 1951)
- A Book of Trees (Faber and Faber, 1951)
- Sketching and Painting Indoors (Blandford, 1961)
- Drawing and Painting Plants and Flowers (Blandford, 1965)
- How to draw (MacMillan, 1963)
- Adrian Hill's Watercolour Painting for Beginners (Cassells, 1994)
- Adrian Hill's Oil Painting for Beginners (Cassells, 1994)
- Beginner's Book of Anatomy (Dover, 2007)
- Drawing and Painting Trees (Dover, 2008)